# Наледь

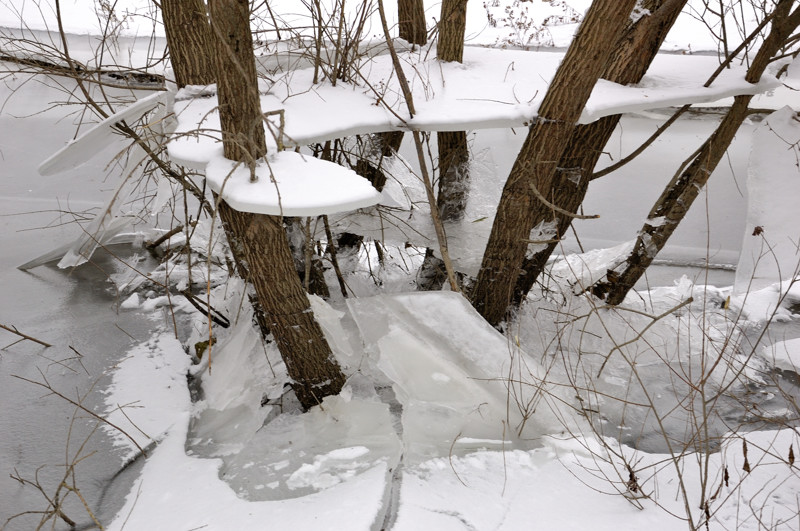
Наледь, образовавшаяся после зимнего наводнения на реке Мораве

На́ледь — слой льда, возникающий на плоскости земли, льда, инженерных сооружений при эпизодическом истекании вод гидросферы или техногенных вод.
Основные условия наледеобразования:
- Стабильная поверхность в аккумуляции в виде льда или др. тела, охлажденного ниже нуля.
- Миграция жидкой или капельно-жидкой воды из области первичного состояния (жидкого) в область возможной кристаллизации.
- Прерывистость (дискретность) в подаче воды к поверхности намерзания, обусловленная особенностями перераспределения тепла и влаги в природных или антропогенных системах.

## Вопросы терминологии
Долгое время в научной среде не было единого мнения в отношении термина «наледь».
По мнению одних специалистов, наледью была вода на льду; другие считали наледью намерзание подземных или речных вод, излившихся на поверхность; третьи относили к наледям «процесс растекания воды, ее замерзание, формирование бугров пучения, их растрескивание». Такая несогласованность затрудняла не только теоретические работы в этой области, но и не давала обобщить собранные в процессе наблюдений сведения. В итоге ряд серьёзных гляциологических проблем решался в пределах отдельных научных представлений.  Скажем,  обледенение самолётов и кораблей, наземных конструкций, образование града и другие явления были предметом исследования метеорологии и физики атмосферы. А обледенение транспортных путей, городских магистралей изучали дорожные службы и службы коммунального хозяйства.  
Подобная ситуация мешала учёным объединить свои усилия для исследования «физически однородных гляциальных образований». Лишь в 70—80-х годах XX века благодаря инициативе мерзлотоведа В. Р. Алексеева события в этой области приняли иной характер, что позволило создать Координационный комитет, курирующий работу специалистов-наледеведов.  Сегодня в отношении понятия «наледь» в научной среде существует единое мнение.

## Распространение
Наледи имеют большой ареал. Фактически их можно найти во всех тех областях, где существует минусовая температура и присутствует вода. Общепринято мнение, что наледи простираются в пределах распространения постоянного снежного покрова
Наледи наиболее широко распространены в области многолетнемёрзлых горных пород, но они характерны и для районов глубокого сезонного промерзания. Интенсивность развития наледей зависит от запасов подземных вод и водности предшествующего лета, глубины промерзания сезонно-талого слоя.
Места выхода наледей приурочены к участкам уменьшения сечения русла и очагам разгрузки подземных вод.

## Классификация наледей
Первые попытки дать классификацию наледей были сделаны в XIX веке  А. Ф. Миддендорфом,  Г. Г. Майделем,  Я. В. Стефановичем. В начале XX века классифицировать наледный лёд пытались С. А. Подъяконов и А. В. Львов. Но только в 1931 году Н. И. Толстихин дал первую классификацию наледей, в основу которой положил их деление на два типа – наледи поверхностных и подземных вод. И фактически все специалисты, занимавшиеся позднее проблемами классификации наледей, в той или иной мере следовали за  Н. И. Толстихиным. Но при этом в их классификациях принимались во внимание не только типы вод, участвующих в наледеобразовании, но и другие факторы. Принимались во внимание местоположение ледяных массивов, длительность их существования, структура, форма, параметры. Помимо этого рассматривалась вероятность угрозы для инженерных сооружений. По мнению В.Р. Алексеева: «Содержание классификаций определяют признаки, по которым производится группировка или расчленение изучаемых явлений» .
1. По типу наледеобразования – брызговые, напускные, волновые;
2. По происхождению – естественные (природные, биогенные, бытовые, зоогенные, гомогенные, гетерогенные, смешанные), антропогенные, техногенные (производственные) и искусственные (созданные по желанию человека);
3. По типу наледеобразующих подземных (грунтовых, ключевых, надмерзлотных, пресных, солоноватых, соленых, рассольных), поверхностных (речных, озерных, морских, ледниковых, талых, талых снеговых, атмосферных (дождевых, облачных, конденсационных), а также бытовых, сточных, промышленных, смешанных и других вод;
4. По местоположению – водораздельные, склоновые, откосные, косогорные, логовые, нагорные, долинные, террасовые, русловые, пойменные, береговые, устьевые, речные, озерные, морские, ледниковые, подземные (пещерные, грунтовые), субаквальные, притрассовые;
5. По отношению к поверхности Земли – поверхностные (субаэральные), наземные, подземные (погребенные) надземные (атмосферные, аэральные);
6. По времени формирования и развитию – осенние, зимние, зимне-весенние, весенние, весенне-летние, сезонные, кратковременные, перелетовые (летующие, перелетки), многолетние, ископаемые, деградирующие, мертвые, живые, мокрые, сухие, развивающиеся, современные, стабильные;
7. По форме и строению – простые, сложные, плоские, удлиненные, овальные, изометрические, выпуклые, вогнутые, лопастные; наледи-каскады, наледи-лужи, наледи-покровы, наледи-потоки;
8. По размерам – очень малые, малые, средние, большие, очень большие, гигантские;
9. По степени опасности – опасные, неопасные, потенциальные, потенциально опасные.

Классификация наледей по размерам:
| Наименование  | Площадь (тыс. м²) | Объём (млн. м³) |
| ------------- | ----------------- | --------------- |
| Очень малые   | < 0,1             | < 0,01          |
| Малые         | 0,1—1             | 0,01—0,1        |
| Средние       | 1—10              | 0,1—1           |
| Большие       | 10—100            | 1—10            |
| Очень большие | 100—1000          | 10—100          |
| Гигантские    | > 1000            | > 100           |

## Геохимия наледеобразования
Химический состав наледного льда отличается от состава наледеобразующих вод. Как правило, увеличивается относительная концентрация ионов Mg, Na, SO₄²‾ и Cl. Это результат различной интенсивности захвата льдом ионов, которая в значительной мере определяется их концентрацией, индивидуальными свойствами растворенных веществ, превращением гирокарбонатов в карбонаты и осаждением карбоната кальция.
Минерализация большей части наледного тела ниже минерализации наледеобразующих вод, лишь некоторая часть его содержит больше растворимых веществ, чем вода источников.
Наледные соли формируются в 3 этапа:
1. Образуются соли, устойчивые лишь при отрицательной температуре, состав их характеризуется высоким содержанием воды, Na и Mg;
2. Образуются кремнеземистые, карбонатные и сульфатные соли с невысоким содержанием воды;
3. Соли накапливаются в остаточных водоемах на наледных полянах.